# Mal
 Ovo je glavno značenje pojma Mal. Za naselje u Rumunjskoj pogledajte Mal (Caraş-Severin, Rumunjska).
Mal (Madl, T'in), narod u Laosu, zapadno od Mekonga u provinciji Xaignabouli u Laosu i susjednom Tajlandu u provinciji Nan. Jezično pripadaju skupini Mal-Phrai i široj grupi naroda Khmu. Sami sebe nazivaju Mal ili Madl, dok ih u Tajlandu Taji nazivaju Htin ili T'in. Privreda se temelji na agrikulturi, tehnika posijeci-i-spali. Religija je anmistička. Mnoga sela imaju vlastite šamane ali ima i donekle i utjecaja budizma. Prema popisu bilo ih je 23,193 u Laosu (1995) i 3,000 do 4,000 u Tajlandu (1982 SIL).